# 존 코코란
존 코코란(1939년~)은 미국 작가이자 존 코코란 재단의 설립자다.